# DBU's Landspokalturnering for herrer 2006-07
DBUs Landspokalturnering for herrer 2006-07 var den 53. udgave af DBUs Landspokalturnering. 
Turneringen blev vundet af Odense Boldklub, som i finalen kristihimmelfartsdag, d. 17. maj 2007 Parken vandt med 2-1 over FCK. 

## Finalen
| 17. maj 2007 |

| OB                           | 2 - 1 | FCK                    |
| ---------------------------- | ----- | ---------------------- |
| Martin Borre 35' Bechara 48' |       | Atiba Hutchinson 13' · |

| Parken, København Tilskuere: 30.013 Dommer: Anders Hermansen |

| Spilledragt · Spilledragt · Spilledragt · Spilledragt · Spilledragt |    |                                 |
|                                                                     |    |                                 |
| MM                                                                  | 1  | Arek Onyszko                    |
| F                                                                   | 3  | Ulrik Laursen                   |
| F                                                                   | 15 | Chris Sørensen                  |
| F                                                                   | 18 | Jonas Troest                    |
| F                                                                   | 4  | Morten Fevang                   |
| M                                                                   | 29 | Jonas Borring                   |
| M                                                                   | 8  | Bechara Jalkh Leonardo Oliveira |
| M                                                                   | 14 | Esben Hansen                    |
| M                                                                   | 17 | Martin Borre                    |
| A                                                                   | 20 | Kim Christensen                 |
| A                                                                   | 11 | Johan Absalonsen                |
| Udskiftere:                                                         |    |                                 |
| MM                                                                  | 30 | Emil Ousager                    |
| F                                                                   | 2  | Jan Tore Ophaug                 |
| M                                                                   | 7  | Mads Timm                       |
| M                                                                   | 21 | Peter Nymann                    |
| Træner:                                                             |    |                                 |
| Michael Hemmingsen                                                  |    |                                 |

| Spilledragt · Spilledragt · Spilledragt · Spilledragt · Spilledragt |    |                      |
|                                                                     |    |                      |
| MM                                                                  | 1  | Jesper Christiansen  |
| F                                                                   | 2  | Lars Jacobsen        |
| F                                                                   | 3  | Niclas Jensen        |
| F                                                                   | 14 | Michael Gravgaard    |
| F                                                                   | 5  | Brede Hangeland      |
| M                                                                   | 8  | Michael Silberbauer  |
| M                                                                   | 6  | Tobias Linderoth     |
| M                                                                   | 13 | Atiba Hutchinson     |
| M                                                                   | 4  | Hjalte Bo Nørregaard |
| A                                                                   | 10 | Jesper Grønkjær      |
| A                                                                   | 11 | Marcus Allbäck       |
| Udskiftere:                                                         |    |                      |
| GK                                                                  | 31 | Benny Gall           |
| F                                                                   | 16 | Dan Thomassen        |
| M                                                                   | 23 | William Kvist        |
| A                                                                   | 7  | Ailton Almeida       |
| Træner:                                                             |    |                      |
| Ståle Solbakken                                                     |    |                      |

| Pokalfighter: Johan Absalonsen (Odense Boldklub) Linjedommere: Torben Jensen Martin Wulff 4. dommer: Nicolai Vollquartz |